# Nissei
Les Nissei, Nisei ou Nikkei sont des Brésiliens d'origine japonaise. Ils sont appelés ainsi car en japonais, cela signifie « deuxième génération ».
Ils sont en règle générale acculturés à la langue portugaise et ne gardent que des liens assez distendus avec leur pays d'origine. Communauté proche des trois millions d'habitants, il s'agit de la principale population japonaise en dehors du Japon.